# Tapeinostemon spenneroides
Tapeinostemon spenneroides là một loài thực vật có hoa trong họ Long đởm. Loài này được Benth. miêu tả khoa học đầu tiên năm 1854.